# DoJa
DoJa steht für „DoCoMo Java“ und ist eine proprietäre objektorientierte Programmiersprache, die auf Java, genauer auf der J2ME (Java 2 Platform Micro Edition), basiert.

## DoJa und i-mode
DoJa ist eng verknüpft mit der i-mode-Technologie von NTT Docomo und dabei nicht nur ein Java-Profil speziell für mobile Endgeräte, sondern auch eine Unterstützung für den Download von mobilen Anwendungen auf i-mode-fähige Handys. DoJa-Anwendungen müssen immer über eine mobiles Netzwerk heruntergeladen werden. Eine Kopie von Programmen über Bluetooth, den Infrarot-Port oder einen Computer ist nicht vorgesehen.
Die Entwicklung von Anwendungen auf mobilen Endgeräten bringt einige Restriktionen mit sich, die bei der Entwicklung von DoJa-Applikationen beachtet werden müssen. Hierbei geht es besonders um Einschränkungen bei der Bildschirmgröße und der Prozessorleistung. Eine DoJa-Anwendung wird bei einem Inhalteanbieter („Content Provider“) programmiert und kompiliert. Dazu dient das von NTT DoCoMo zum freien Download bereitgestellte Tool „iapplitool“, das neben dem Compiler auch einen Simulator für DoJa enthält (siehe Weblinks).
Benutzer laden die Programme beim Inhalteanbieter herunter und führen sie auf ihrem DoJa-fähigen mobilen Endgerät aus. Dabei bleibt es dem Inhalteanbieter überlassen, ob die Anwendungen unabhängig von einer bestehenden Verbindung in das Internet, oder nur bei einer bestehenden Verbindung in das Internet ablauffähig sind. Wenn die Anwendungen nur bei bestehender Verbindung ablauffähig sind, kann der Inhalte-Anbieter so Abonnements auf die Anwendungen steuern (i-mode subscription model). Die Anwendungen können jederzeit vom Benutzer aus dem Speicher des Endgerätes gelöscht werden.
DoJa-Anwendungen können verschiedene mobilfunkspezifische Funktionen, nach Bestätigung durch den Benutzer, direkt aus dem Programm heraus aufrufen. Beispielsweise können dieses die Generierung einer SMS oder MMS sein, eine Kamerafunktion (Aufnahme eines Bildes), ein Verbindungsaufbau zu einem anderen Mobilfunkteilnehmer, die Nutzung des Infrarot-Ports oder automatische Einträge in den Kalender des Endgerätes.

## Versionen
DoJa wurde durch NTT Docomo Inc. und Sun Corporation entwickelt. Die erste Version DoJa 1.0 wurde in Japan im Januar 2001 von NTT DoCoMo veröffentlicht.
Die zurzeit aktuellen internationalen und in Europa verfügbaren Versionen von DoJa sind DoJa 1.5 und seit Mitte 2005 auch DoJa 2.5. DoJa 2.5 beinhalten zusätzliche Funktionen, wie z. B. 3D-Darstellung. Beide Versionen sind auch mit eingeschränkten Funktionsumfang als lite Version verfügbar. Weitere Versionen wie DoJa 3.0, DoJa 3.5 und DoJa 4.0 sind bereits in Japan verfügbar.
Ein weiteres Java Profil für mobile Endgeräte ist MIDP.

## Dateien
Für eine DoJa-Anwendung gibt es folgende Dateien.
- der Quellcode mit der Extension *.java
- das kompilierte Programm *.jar (Java Application Resource)
- die Beschreibungsdatei *.jam oder *.adf (Application Descriptor File)
- eine HTML-Seite, die auf die Beschreibungsdatei referenziert und so das Herunterladen ermöglicht.

## Beispielcode
Einfaches DoJa-Programm mit einer Meldung „Hallo Du!“ und einem OK-Button:
```
import com.nttdocomo.ui.*;
public class helloworld extends IApplication {
      public void start() {
	 Dialog d = new Dialog(Dialog.BUTTON_OK,"Message");
                d.setText("Hallo Du !");
                d.show();
	System.exit(0);
      }
}

```